# Alexander Nikolajewitsch Wolkow
Alexander Nikolajewitsch Wolkow (russisch Александр Николаевич Волков; * 19. Augustjul. / 31. August 1886greg. in Fergana; † 17. Dezember 1957 in Taschkent) war ein russischer Künstler, einer der Vorreiter für moderne Kunst in Zentralasien.

## Leben und Werk
Wolkow studierte von 1908 bis 1911 Naturwissenschaften an der Universität Sankt Petersburg sowie Kunst an der dortigen Kunstakademie bei Alexander Makowski. Ab 1910 absolvierte er eine Kunstausbildung an den privaten Schulen von Bernstein und Nicholas Roerich sowie von 1912 bis 1916 an der Kunstschule von Kiew. Er war von der Malerei des russischen Symbolisten Michail Wrubel (1856–1910) beeinflusst.
1916 siedelte Wolkow nach Taschkent über, wo er zunächst als Lehrer am dortigen Kunstinstitut tätig ist und dann 1922 zum Direktor des dortigen Proletkult-Theaters wurde. Die Erste Russische Kunstausstellung Berlin 1922 zeigte sein Aquarell Straße bei Nacht.
Das Bild Sechs Frauenfiguren, entstanden 1917–18, zeigt seinen sehr persönlichen Stil, der die Tradition der russisch-orthodoxen Ikonen, der orientalischen Kunst, der Malerei Wrubels und der mittelalterlichen Glasfensterkunst aufnimmt und mit Elementen des Kubismus und des Suprematismus verbindet.
1924 nahm Wolkow an der Erste Diskussionsausstellung der Verbände aktiver Revolutionskünstler in Moskau teil. 1928 wurde er Mitglied der AChRR (russisch Ассоциация художников революционной России, Assoziation der Künstler des revolutionären Russlands).
Wolkow wurde als Verdienter Künstler der Usbekischen SSR ausgezeichnet.

## Werke (Auswahl)
- 1917–18 Sechs Frauenfiguren, Tempera auf Leinwand, 27,5 × 44,9 cm, Nachlass – 1985 Sammlung Ludwig, Köln, Inv. ML 1414
- 1920 Karawan („Karawane“)
- 1924 Granatowaja Tschaichana („Granatapfel-Teestube“), Tretjakow-Galerie (Bild)

## Ausstellungen
- 11. Mai 1924–Juni 1924 Erste Diskussionsausstellung der Verbände aktiver Revolutionskünstler, in einem Ausstellungsraum der WChUTEMAS, Moskau
- 1924 Erste Russische Kunstausstellung, Galerie Van Diemen, Berlin
- 1986 Russische Avantgarde 1910-1930 Sammlung Ludwig Köln, Kunsthalle Köln

## Sammlungen
- Sammlung des Museum Ludwig, Köln
- Sammlung des George Costakis